# Cleorina nitidicollis
Cleorina nitidicollis es un coleóptero de la familia Chrysomelidae.
Fue descrita científicamente en 1981 por Tan & Wang.